# سورین، تایلند
سورین (به لاتین: Surin) یک منطقهٔ مسکونی در تایلند است که در موانگ سورین واقع شده‌است و مرکز استان سورین است. سورین ۱۱٫۳۹ کیلومتر مربع مساحت و ۳۹٬۱۷۹ نفر جمعیت دارد و ۱۵۰ متر بالاتر از سطح دریا واقع شده‌است.

## اقلیم
سورین دارای اقلیم گرم‌دشت حاره‌ای است و زمستان‌های خشک و گرم دارد. فصل باد موسمی از اواخر آوریل تا اوایل اکتبر، با باران‌های شدید و دمای کمی خنک‌تر در طول روز ادامه دارد، هرچند شب‌های آن همچنان گرم است.